# Andreï Khokhriakov
Andreï Pavlovitch Khokhriakov (Андрей Павлович Хохряков), né le  2 septembre 1933 à Moscou et mort le 25 mai 1998 à Tver, est un botaniste soviétique et russe spécialiste de géobotanique, de botanique systématique et de biomorphologie. Il était membre correspondant de l'Académie des sciences naturelles de Russie de 1995 à sa mort.

## Carrière
Kokhriakov naît à Moscou d'une famille issue avant la révolution de milieux de marchand (de la deuxième guilde). Il est évacué pendant la guerre avec sa famille dans l'Oural méridional et y collectionne ses premiers herbiers. À son retour à Moscou, il fait partie pendant son adolescence du cercle des jeunes biologistes du parc zoologique de Moscou et fait ses premières excursions dans la région.
Il termine en 1957 la faculté de biologie de l'université de Moscou à la chaire de géobotanique. Il a participé à des excursions scientifiques pendant ses études en Russie centrale et au Caucase. C'est au cours d'une expédition en Transcaucasie occidentale qu'il découvre deux espèces nouvelles de Galanthus. Il épouse ensuite la botaniste Maïa Timofeïevna Mazourenko. Sa thèse de doctorat de troisième cycle présentée en 1964 porte sur la « caractéristique biomorphologique des espèces Eremurus selon leur origine, leur évolution et leur culture. »
Khokhriakov participe à plusieurs expéditions scientifiques dans les années 1960: Asie moyenne (1960, 1961), Extrême-Orient russe et Transbaïkalie (1963), Oural méridional (1966), Kamtchatka, Primorie, région de l'Amour (1967), Iakoutie (1968), Carpathes (1968). Il dirige le laboratoire de botanique de Magadan à partir de 1970 et pendant quinze ans rassemble le premier herbier de cette région du Nord-Est. Il y découvre une cinquantaine de nouvelles espèces non encore décrites.
Sa thèse de doctorat, présentée à Vladivostok en 1974, porte sur la « philogénie et la systématique des liliacées selon les données de l'analyse biomorphologique. » Il devient premier botaniste au jardin botanique de Batoum en 1985 et rayonne dans le Grand et le Petit Caucase. Il rentre à Moscou en 1986 pour devenir botaniste au jardin botanique de l'université de Moscou et directeur de sa filiale située sur la perspective de la Paix (Prospekt Mira) tout en effectuant des missions annuelles dans le Caucase dont les résultats sont publiés dans différentes revues scientifiques, ainsi que des expéditions en Turquie, en Asie moyenne, en Adjarie, etc. Dans les années 1989-1990, il visite l'Alaska, les pays méditerranéens, Cuba, la Malaisie, le Japon, etc. ce qui lui permet de compléter son herbier.
Il a décrit plusieurs espèces de nouvelles plantes et plus de sept cents espèces végétales, et publié plus de trois cents travaux. Il était curateur de l'herbier de l'université de Moscou, où se trouvent aujourd'hui ses collections.

## Quelques publications
- Эремурусы и их культура 1965 [Les espèces Eremurus et leur culture]
- Соматическая эволюция однодольных 1975 [Évolution somatique des monocotylédones
- Закономерности эволюции растений 1975 [Les conformités à la loi de l'évolution des plantes]
- Структура и морфогенез кустарников 1977 [Structure et morphogenèse des arbrisseaux] (en collaboration avec M.T. Mazourenko)
- Эволюция биоморф растений [Évolution des biomorphes des plantes] 1981
- Флора Магаданской области 1985 [La Flore de l'oblast de Magadan ]
- Анализ флоры Колымского нагорья 1987 [Analyse de la flore des montagnes de la Kolyma ]

## Hommages
Plusieurs espèces ont été nommées en son honneur:

### Genres
- Rhizomatopteris Khokhrjakovia Tzvelev

### Espèces
- Androsace khokhrjakovii Mazurenko
- Astragalus khokhrjakovii Sytin et Podlech
- Salix khokhriakovii Skvortsov
- Saxifraga khokhrjakovii Zhmylev
- Vicia khokhriakovii Vorosch.

### Taxons

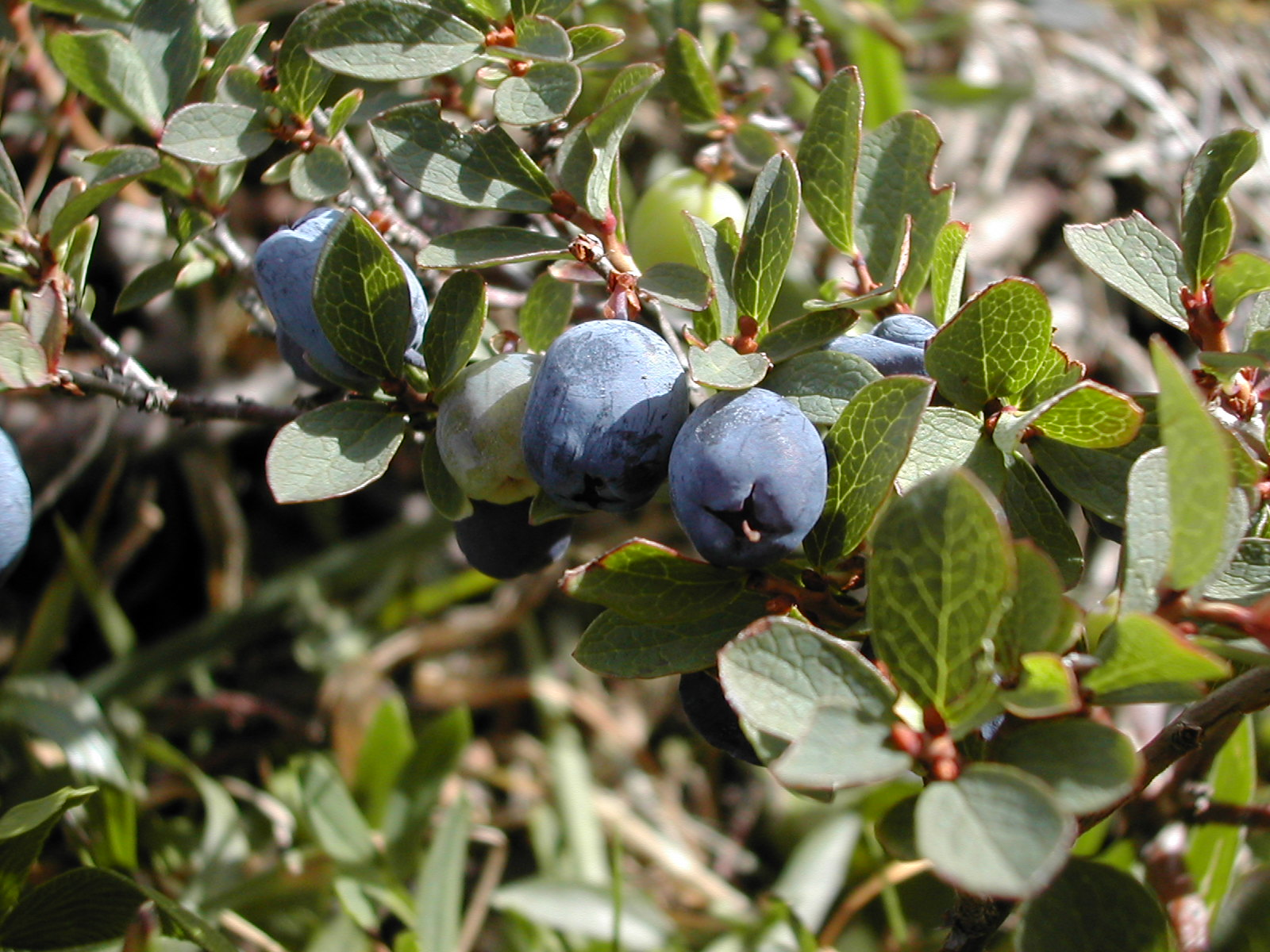
Vaccinium uliginosum

- Vaccinium uliginosum subsp. khokhrjakovii Mazurenko

## Source
- (ru) Cet article est partiellement ou en totalité issu de l’article de Wikipédia en russe intitulé « Хохряков, Андрей Павлович » (voir la liste des auteurs).

A.P.Khokhr. est l’abréviation botanique standard de Andreï Khokhriakov.
Consulter la liste des abréviations d'auteur en botanique ou la liste des plantes assignées à cet auteur par l'IPNI, la liste des champignons assignés par MycoBank, la liste des algues assignées par l'AlgaeBase et la liste des fossiles assignés à cet auteur par l'IFPNI.